# Ordre mendiant

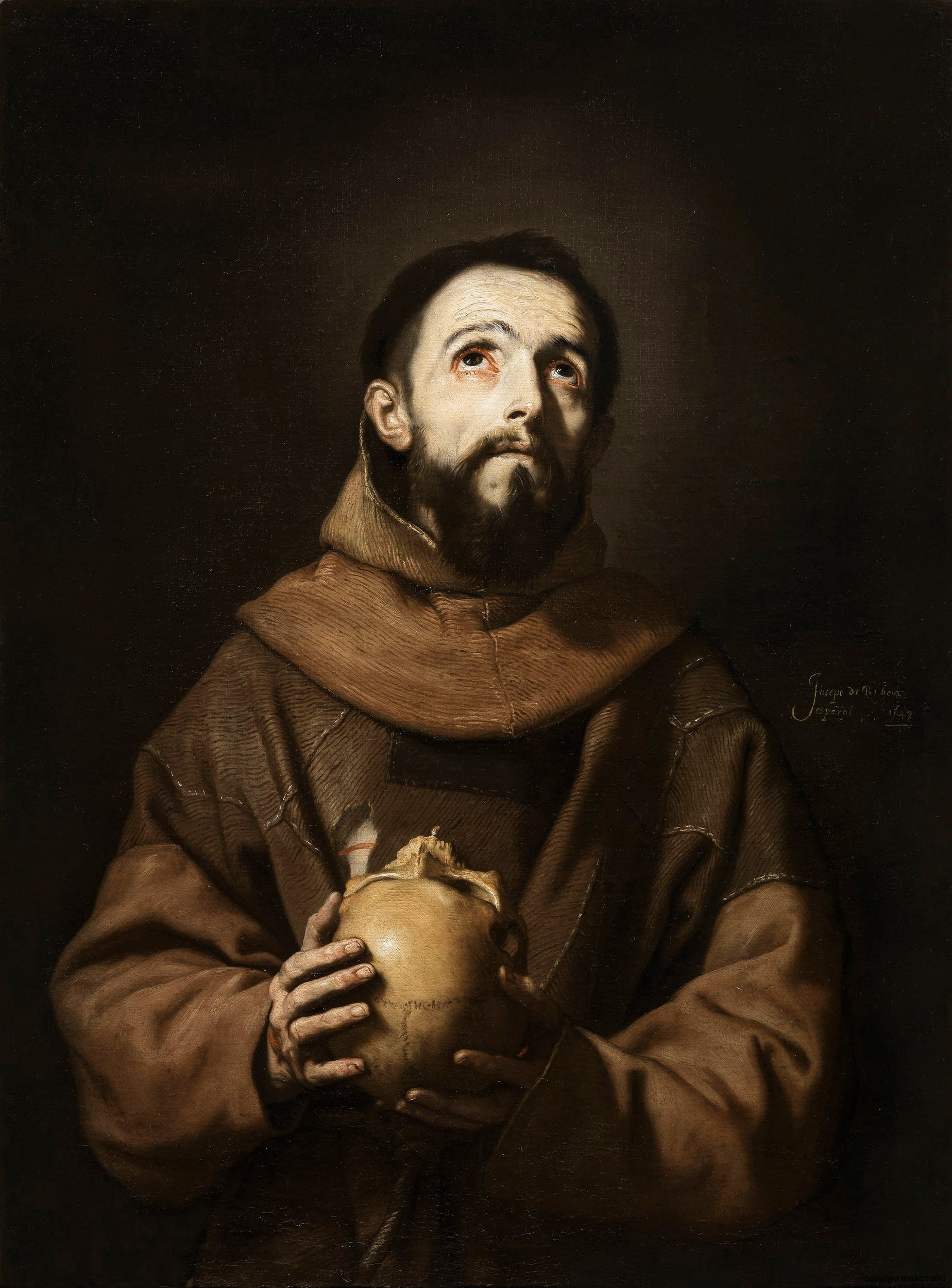
Saint François, fondateur des Franciscains.

Un ordre mendiant est un ordre religieux qui dépend de la charité publique pour vivre. En principe, il ne possède ni individuellement ni collectivement de propriété. Les religieux ont fait le choix d'une pauvreté radicale pour témoigner de l'Évangile. Apparus avec le développement des villes et des Universités, ces ordres vivent dans des couvents établis en milieu urbain et se différencient des ordres monastiques en ce qu'ils joignent vie contemplative et vie apostolique.

## Fondation des ordres mendiants

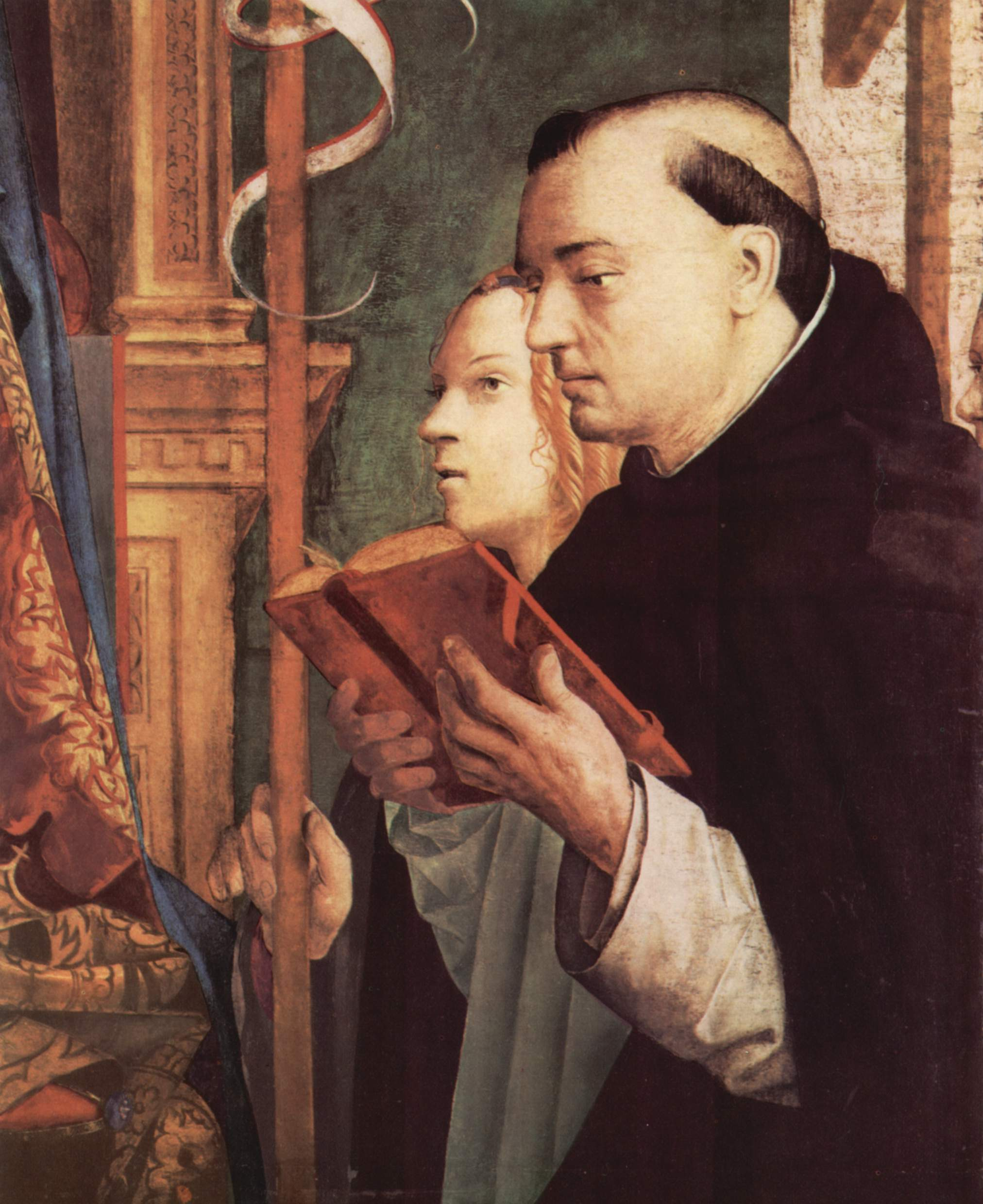
Saint Dominique, fondateur des Dominicains.

L'émergence des ordres mendiants au XIIIe siècle coïncide avec le déclin des ordres monastiques traditionnels tels que les bénédictins et les ordres militaires qui étaient jusqu'à cette époque les guides écoutés des élites sociales et les bénéficiaires de leurs faveurs. Dernier grand réveil religieux du Moyen Âge, le développement des ordres mendiants est lié à l'essor urbain rattaché à la renaissance du XIIe siècle, et aux nouvelles aspirations de cette époque (exigence de pauvreté, retour à la vie apostolique, lutte contre les hérésies). Ces nouveaux ordres, soutenus dès leur origine par le pape Innocent III, se consacrent à la prédication de l'Évangile et au service des pauvres (sequela Christi), et organisent des quêtes itinérantes pour assurer leur subsistance, leurs revenus issus d'aumônes et non de rentes foncières réclamant l'économie de grandes cités. La papauté veille directement à la formation de leurs membres à qui elle confie à la fois l'élaboration de la doctrine orthodoxe et sa diffusion missionnaire. La diffusion fulgurante des ordres mendiants en Europe où ils créent de nombreux établissements à proximité immédiate des villes ou à l'intérieur de leurs enceintes (dans les quartiers les moins favorisés), est telle qu'un siècle après leur fondation, ils ont établi quelque 2 000 couvents dans la chrétienté occidentale. Près de 140 établissements d'ordres mendiants sont créés en France de 1340 à 1550.
Les deux principaux ordres sont fondés par saint Dominique et saint François d'Assise. Respectivement implantés dans le Sud de la France et dans le Nord de l'Italie, ils proposent un modèle de service de Dieu au sein de la société. Ils attirent rapidement le patronage tant de la bourgeoisie que de l'aristocratie. Leur action se développe rapidement dans les villes dont l'accroissement de la population nécessite une prédication et une approche pastorale adaptées. La plupart des villes médiévales d'Europe de l'Ouest, quelle que soit leur taille, accueillent des couvents de ces ordres. Certaines de leurs églises sont conçues de grande taille, telles que l'église des Dominicains à Toulouse en vue de la prédication, faisant de celle-ci une spécificité des ordres mendiants.
Par ailleurs, les Dominicains avec saint Albert le Grand et saint Thomas d'Aquin inaugurent une tradition, qui se poursuit à l'heure actuelle, de religieux voués à la recherche et l'enseignement dans les domaines de la philosophie, de la théologie et des sciences naturelles. 
Chez les Franciscains, on doit mentionner saint Bonaventure et saint Antoine de Padoue.  
Le deuxième concile de Lyon (1274) reconnaît ces deux ordres en tant que « grands » ordres mendiants, et supprime certains autres. Le concile de Trente assouplit les restrictions vis-à-vis de la propriété. Les Ordres mendiants sont autorisés à posséder des propriétés collectivement, à l'instar des Ordres monastiques.
Au Moyen Âge, les principaux ordres religieux mendiants sont :
- les Franciscains, (Ordre des frères mineurs, portent un habit brun), fondés en 1209 ; ils sont à l’origine d’un grand nombre d’ordres formant la famille franciscaine.
- les Carmes, (Ordre du carmel ou Carmes, portent un habit marron), fondés en 1206-1214 ; ils sont à l’origine de divers ordres formant la famille carmelitaine.
- les Dominicains (Ordre des Prêcheurs, portent un habit blanc), fondés en 1215 ;
- les Augustins (Ermites de saint Augustin, portent un habit noir), fondés en 1256.

Parmi les autres ordres, on trouve :
- les Trinitaires (Ordre de la très sainte trinité et de la rédemption des captifs), fondé en 1193 ;
- les Mercédaires (Ordre de la bienheureuse Vierge Marie de la merci pour la rédemption des captifs), fondé en 1218 ;
- les Servites (Ordre des serviteurs de Marie), fondé en 1233 ;
- les Minimes (saint François de Paule), fondé en 1493 ;
- les Frères de Bethléem (saint Pierre de Betancur), fondé en 1658.

Les difficultés qui affectent ces ordres religieux (notamment les dénonciations d'abus : relâchement de la morale sexuelle, usage des armes, abandon de la vie commune) suscitent des réformes durant la seconde moitié du XIVe siècle, et la constitution d'« observances » visant à un retour au strict respect des règles.

## Curiosité
Les ordres mendiants ont donné leur nom à un dessert composé de fruits secs, lesquels étaient anciennement appelés fruits de carême : figues de Provence, raisins de Malaga, amandes et avelines.
Le Dictionnaire général de la cuisine française ancienne et moderne rapporte que le père André Le Boullanger, lors d’un prêche devant Louis XIII, a affirmé « que ces fruits étaient nommés ainsi parce qu'ils avaient pour patrons les quatre ordres mendiants, à savoir : les Franciscains capucinaux qui représentaient les raisins secs, les Récollets qui étaient comme des figues sèches, les Minimes qui semblaient des amandes avariées, et les Moines-déchaux qui n'étaient que des noisettes vides. Ceci fit un grand scandale, et le père André Le Boullanger fut interdit pour six mois par arrêt du grand-conseil ».
De ce dessert dérive la friandise connue sous le nom de « Mendiant au chocolat », pâtisserie composée d'une fine semelle de chocolat sur laquelle sont déposés les fruits secs.